# Лейквуд (Каліфорнія)
Лейквуд (англ. Lakewood) — місто (англ. city) в США, в окрузі Лос-Анджелес штату Каліфорнія. Населення — 82 496 осіб (2020).

## Географія
Лейквуд розташований за координатами 33°50′50″ пн. ш. 118°7′19″ зх. д. / 33.84722° пн. ш. 118.12194° зх. д. (33.847135, -118.121894).  За даними Бюро перепису населення США в 2010 році місто мало площу 24,52 км², з яких 24,38 км² — суходіл та 0,13 км² — водойми.

## Демографія
Згідно з переписом 2010 року, у місті мешкало 80 048 осіб у 26 543 домогосподарствах у складі 20 382 родин. Густота населення становила 3265 осіб/км².  Було 27470 помешкань (1120/км²).
Расовий склад населення:
| - 56,0 % — білих - 16,4 % — азіатів - 8,7 % — чорних або афроамериканців - 0,9 % — вихідців з тихоокеанських островів - 0,7 % — корінних американців - 11,6 % — осіб інших рас |

До двох чи більше рас належало 5,7 %. Частка іспаномовних становила 30,1 % від усіх жителів.
За віковим діапазоном населення розподілялося таким чином: 24,3 % — особи молодші 18 років, 64,3 % — особи у віці 18—64 років, 11,4 % — особи у віці 65 років та старші. Медіана віку мешканця становила 37,5 року. На 100 осіб жіночої статі у місті припадало 94,3 чоловіків;  на 100 жінок у віці від 18 років та старших — 90,8 чоловіків також старших 18 років.
Середній дохід на одне домашнє господарство  становив 88 418 доларів США (медіана — 79 193), а середній дохід на одну сім'ю — 96 148 доларів (медіана — 87 157). Медіана доходів становила 59 157 доларів для чоловіків та 50 417 доларів для жінок. За межею бідності перебувало 7,9 % осіб, у тому числі 9,4 % дітей у віці до 18 років та 9,8 % осіб у віці 65 років та старших.
Цивільне працевлаштоване населення становило 39 679 осіб. Основні галузі зайнятості: освіта, охорона здоров'я та соціальна допомога — 24,4 %, виробництво — 11,5 %, роздрібна торгівля — 11,4 %.